# Обок (регион)
Обок (на арабски أوبوك, правопис по Американската система BGN Obock, Obok и Awbūk) е регион в северната част на Джибути. Площта му е приблизително 5700 квадратни километра, а населението, по изчисления от юли 2017 г., е 50 100 души. Регионът граничи с Еритрея на север. Има излаз на Червено море, протока Баб ел Мандеб и Аденския залив. Столицата на региона е град Обок, с население около 3000 души.